# Eria glandulifera
Eria glandulifera là một loài thực vật có hoa trong họ Lan. Loài này được Deori & Phukan mô tả khoa học đầu tiên năm 1988.